# Лук пушистолистный
Лук пушистолистный (лат. Allium dasyphyllum) — многолетнее травянистое растение, вид рода Лук (Allium) семейства Луковые (Alliaceae).

## Распространение и экология
В природе ареал вида охватывает Тянь-Шань.
Произрастает на каменистых склонах в верхнем поясе гор.

## Ботаническое описание
Луковица яйцевидная или шаровидно-яйцевидная, диаметром 0,75—1,5 см; оболочки черноватые, бумагообразные. Стебель высотой 15—35 см, от выступающих жилок ребристый, от коротких волосков шероховатый.
Лист одиночный, шириной 2—5 мм, линейный, от коротких волосков шероховатый, значительно короче стебля.
Чехол немного или в полтора раза короче зонтика, коротко заострённый. Зонтик пучковато-полушаровидный или полушаровидный, многоцветковый, густой. Цветоножки в полтора-два раза длиннее околоцветника, равные, при основании без прицветников. Листочки звёздчатого околоцветника белые, с зелёной, сильной жилкой, линейно-ланцетные, острые, позднее вниз отогнутые, скрученные, длиной 4 мм. Нити тычинок едва длиннее листочков околоцветника, при основании с околоцветником сросшиеся, выше между собой спаянные в кольцо, шиловидные. Завязь на короткой ножке, шероховатая.
Коробочка почти шаровидная, диаметром 4—5 мм.

## Таксономия
Вид Лук пушистолистный входит в род Лук (Allium) семейства Луковые (Alliaceae) порядка Спаржецветные (Asparagales).
|  |                                      |  |                                                             |                                                             |                   |  | ещё 24 семейства (согласно Системе APG II) | ещё 24 семейства (согласно Системе APG II) |                        |  |  |  | ещё более 870 видов |
|  |                                      |  |                                                             |                                                             |                   |  | ещё 24 семейства (согласно Системе APG II) | ещё 24 семейства (согласно Системе APG II) |                        |  |  |  | ещё более 870 видов |
|  |                                      |  |                                                             | порядок Спаржецветные                                       |                   |  |                                            |                                            | род Лук                |  |  |  |                     |
|  |                                      |  |                                                             | порядок Спаржецветные                                       |                   |  |                                            |                                            | род Лук                |  |  |  |                     |
|  | отдел Цветковые, или Покрытосеменные |  |                                                             |                                                             | семейство Луковые |  |                                            |                                            | вид Лук пушистолистный |  |  |  |                     |
|  | отдел Цветковые, или Покрытосеменные |  |                                                             |                                                             | семейство Луковые |  |                                            |                                            |                        |  |  |  |                     |
|  |                                      |  | ещё 44 порядка цветковых растений (согласно Системе APG II) | ещё 44 порядка цветковых растений (согласно Системе APG II) |                   |  |                                            | ещё около 300 родов                        | ещё около 300 родов    |  |  |  |                     |
|  |                                      |  |                                                             | ещё 44 порядка цветковых растений (согласно Системе APG II) |                   |  |                                            |                                            | ещё около 300 родов    |  |  |  |                     |